# Corné du Plessis
Corné du Plessis  (* 20. März 1978) ist ein südafrikanischer Sprinter.

## Sportliche Erfolge
Gemeinsam mit Morne Nagel, Lee-Roy Newton und Mathew Quinn belegte du Plessis in der 4-mal-100-Meter-Staffel im Finale bei den Leichtathletik-Weltmeisterschaften 2001 in Edmonton den zweiten Rang hinter dem US-amerikanischen Quartett. Die Südafrikaner verbesserten dabei den Landesrekord auf 38,47 s.
Aufgrund der nachträglichen Disqualifikation des US-amerikanischen Staffelläufers Tim Montgomery wegen eines Dopingvergehens wurde dem südafrikanischen Team 2005 die Goldmedaille zugesprochen.

## Bestzeiten
- 100-Meter-Lauf – 10,25 s (2001)
- 200-Meter-Lauf – 20,39 s (2001)